# Karel Tinka
Karel Tinka SDB (12. února 1920, Kyjev – 20. prosince 2011, Zlín), byl český katolický kněz, člen řádu salesiánů, provinciál české salesiánské provincie a politický vězeň komunistického režimu.

## Životopis
Narodil se na Ukrajině a ještě jako dítě se se svými rodiči přestěhoval na Moravu. Zde se seznámil jako středoškolák se salesiánským dílem ve Fryštáku a po ročním noviciátě složil první řeholní sliby (v Hronském Beňadiku). Teologii dostudoval v Ostravě a v roce 1947 byl v Oseku u Duchcova vysvěcen na kněze biskupem Weberem.

### Provinciál salesiánů
Do roku 1950 pak působil v Praze a zároveň studoval na Přírodovědecké fakultě Univerzity Karlovy; komunistický režim mu dovolil složit pouze první státnici. Od dubna do září 1950 byl internován v Oseku, do roku 1954 sloužil u Pomocných technických praporů (PTP). V této době přišlo prostřednictvím filatelistických známostí od hlavního představeného salesiánů z Itálie pověření pro P. Karla Tinku, aby vykonával nad rozptýlenými spolubratry inspektorskou pravomoc za provinciála P. Antonína Dvořáka, který byl v této době ve vězení. 
Další dva roky pak pracoval dva roky jako zedník. V listopadu 1956 byl zatčen a ve valdickém vězení strávil čtyři roky. Po propuštění se v Otrokovicích vyučil elektrikářem a v roce 1962 složil mistrovskou zkoušku. Do roku 1968 pracoval jako elektromontér, poté byl na farním úřadě ve Zlíně zaměstnán jako tajemník a údržbář. Jako kněz sice nesměl veřejně působit, přesto. především zpovídat (do zpovědnice není vidět) a celou tu dobu sloužil mši svatou v neděli od půl dvanácté.

### Závěr života
Po roce 1990 působil ve Zlíně, který jako jednu z největších farností v olomoucké arcidiecézi převzali právě salesiáni. V roce 1998 se stal držitelem Ceny města Zlína. Ta mu byla udělena za celoživotní obětavou práci při výchově mládeže v duchu křesťanských mravních ideálů.  V roce 2000 byla zahájena stavba kostela a střediska mládeže ve Zlíně na Jižních Svazích. Celý svůj důchod věnoval každý měsíc na stavbu. Když se v roce 2006 salesiánská komunita přesunula do nového areálu na Jižních Svazích, přestěhoval se tam. 